# Lucy Grantham
Pour les articles homonymes, voir Grantham (homonymie).
Lucy Grantham, est une actrice américaine née le 13 octobre 1951 à Brooklyn, (New York). Elle est surtout connue pour le rôle de Phyllis Stone dans La Dernière Maison sur la gauche (The Last House on the Left, 1972).

## Biographie
Depuis 2006, Lucy Grantham ne joue plus. Toutefois, elle est apparue dans le documentaire DVD de The Last House on the Left, parlant de ses expériences dans le film.

## Filmographie
- 1972 : La Dernière Maison sur la gauche ; Phyllis Stone
- 1973 : Loops
- 2002 : Making of - The Last House on the Left ; documentaire DVD
- 2003 : Celluloid Crime of the Century
- 2005 : Ban the Sadist Videos ! ; Herself
- 2006 : Going to Pieces : The Rise and Fall of the Slasher